# Bernhard Riemann
Georg Friedrich Bernhard Riemann (Breselenz, Reino de Hanôver, 17 de setembro de 1826 — Selasca, Verbania, 20 de julho de 1866) foi um matemático alemão, com contribuições fundamentais para a análise e a geometria diferencial.

## Vida e obra
Riemann era filho de um pastor luterano e tinha problemas de saúde desde a infância. Mesmo com a família em condições financeiras precárias, seu pai conseguiu proporcionar-lhe uma boa educação que começou na Universidade de Göttingen e continuou na Universidade Humboldt de Berlim. Obteve o doutorado na Universidade de Göttingen, com uma tese no campo da teoria das funções complexas. Na tese encontramos as equações diferenciais de Cauchy-Riemann, que garantem a análise de uma função de variável complexa e o conceito de superfícies de Riemann, que trouxe considerações topológicas à análise. Com uma definição própria, a integral de Riemann, tornou mais claro o conceito de integrabilidade abrindo caminho para a generalização deste conceito no século XX, a integral de Lebesgue, e daí para horizontes mais amplos como a relatividade geral.

## Função e hipótese
Na literatura matemática são famosas sua chamada função zeta e sua conhecida hipótese, esta última é uma célebre conjectura que fez parte da famosa lista de problemas de Hilbert e que se encontra ainda em aberto, sendo para a  análise o que o último teorema de Fermat é para a teoria dos números.

## Escritos
As obras de Riemann incluem:
- 1859 - Über die Anzahl der Primzahlen unter einer gegebenen Größe, em: Monatsberichte der Preußischen Akademie der Wissenschaften. Berlim, novembro de 1859, S. 671ff. Com a conjectura de Riemann. Über die Anzahl der Primzahlen unter einer gegebenen Grösse. (Wikisource), Facsimile of the manuscript com Clay Mathematics.
- 1868 - Über die Hypothesen, welche der Geometrie zugrunde liegen. Abh. Kgl. Ges. Wiss., Göttingen 1868. Tradução EMIS, pdf On the hypotheses which lie at the foundation of geometry, traduzido por W.K.Clifford, Nature 8 1873 183 – reimpresso em Clifford's Collected Mathematical Papers, Londres 1882 (MacMillan); Nova York 1968 (Chelsea) http://www.emis.de/classics/Riemann/. Também em Ewald, William B., ed., 1996 “From Kant to Hilbert: A Source Book in the Foundations of Mathematics”, 2 vols. Oxford Uni. Press: 652–61.
- 1876 - Berhard Riemann´s Gesammelte Mathematische Werke und wissenschaftlicher Nachlass. herausgegeben von Heinrich Weber unter Mitwirkung von Richard Dedekind, Leipzig, B. G. Teubner 1876, 2. Auflage 1892, Nachdruck bei Dover 1953 (com contribuições de Max Noether e Wilhelm Wirtinger, Teubner 1902). Edições posteriores The collected works of Bernhard Riemann: the complete German texts. Eds. Heinrich Weber; Richard Dedekind; M Noether; Wilhelm Wirtinger; Hans Lewy. Mineola, New York: Dover Publications, Inc., 1953, 1981, 2017
- 1876 - Schwere, Elektrizität und Magnetismus, Hannover: Karl Hattendorff.
- 1882 - Vorlesungen über Partielle Differentialgleichungen 3. Auflage. Braunschweig 1882.
- 1901 - Die partiellen Differential-Gleichungen der mathematischen Physik nach Riemann's Vorlesungen. PDF on Wikimedia Commons. Em archive.org: Riemann, Bernhard (1901).  Weber, Heinrich Martin, ed. «Die partiellen differential-gleichungen der mathematischen physik nach Riemann's Vorlesungen». archive.org. Friedrich Vieweg und Sohn. Consultado em 1 de junho de 2022
- 2004 - Riemann, Bernhard (2004), Collected papers, ISBN 978-0-9740427-2-5, Kendrick Press, Heber City, UT, MR 2121437